# كاليستو (قمر)
كاليستو أو المشتري 4 (اليونانية Καλλιστώ) هو ثاني أكبر أقمار المشتري بعد جانيميد وهو ثالث أكبر قمر في المجموعة الشمسية بعد جانيميد وأكبر أقمار زحل تيتان وأكبر جسيم في المجموعة الشمسية بدون تقسيم كوكبي. تم اكتشاف كاليستو في عام 1610 بواسطة جاليليو جاليلي. بقطره البالغ 4821 كم فإن كاليستو يساوي تقريبا 99% من قطر كوكب عطارد ولكن فقط ثلث كتلته. كاليستو هو رابع الأقمار الجاليلية بعدا عن المشتري بنصف قطر مداري يساوي 1883000 كم. كاليستو ليس في رنين مداري مثل الأقمار الجاليلية الثلاثة الأخرى أيو وأوروبا وجانيميد ولذا فإنه ليس ساخنا بفعل المد. دوران كاليستو في تقييد مدي في مداره حول المشتري بحيث أن وجه واحد فقط من القمر يواجه داخليا طول الوقت ولذا فإن المشتري يظل ثابتا في سماء كاليستو. كما أنه الأقل تأثيرا بمجال المشتري المغناطيسي عن الأقمار الداخلية الأخرى بسبب مداره البعيد حيث أنه يقع بالكاد خارج الحزام الإشعاعي للمشتري.
يتكون كاليستو من كميات متساوية تقريبا من الصخور والجليد بكثافة تساوي 1.83 جم/سم مكعب مما يجعله الأقل كثافة والأضعف جاذبية بين أقمار المشتري الأساسية. المواد المرصودة طيفيا على سطح القمر هي جليد الماء وثاني أكسيد الكربون والسليكيات بالإضافة إلى بعض المركبات العضوية. أظهر الفحص بواسطة سفينة الفضاء جاليليو أن كاليستو ربما يمتلك لبا من السليكات وربما محيط من الماء تحت السطح تحت عمق يزيد على 100 كم.
سطح كاليستو هو الأقدم والأكثر تعرضا للفوهات الصدمية في المجموعة الشمسية. سطح القمر مغطى بالفوهات بشكل كامل تقريبا. القمر لا يُظهر أي عمليات تحت السطح مثل الصفائح التكتونية أو البراكين وبدون علامات على وجود أي نشاط جيولوجي من قبل ولذا فإنه يُعتقد أن القمر تكون بشكل كامل من الصدمات. تشمل التضاريس الهامة بعض التشكيلات الحلقية والفوهات الصدمية متعددة الأشكال وحلقات الفوهات الصدمية والحواف والترسبات. على نطاق أصغر فإن السطح مكون من ترسبات صغيرة لامعة وناعمة من المواد السوداء. يُعتقد أن هذا ناتج عن التحلل الأرضي الناتج عن التسامي. العمر الدقيق لأشكال السطح على القمر غير معروف.
كاليستو محاط بغلاف رقيق جدا من ثاني أكسيد الكربون وربما الأكسجين الجزيئي بالإضافة إلى وجود طبقة أيونوسفير قوية. يُعتقد أن كاليستو تكون عن طريق التنامي البطئ من سحابة الغاز والغبار التي كانت تحيط بالمشتري بعد تكونه. تنامي كاليستو التدريجي وافتقاده إلى تسخين مدي أدى إلى عدم توافر الحرارة الكافية للتكوين السريع. الحمل البطئ في داخل كاليستو والذي بدأ بعد التكوين مباشرة أدى إلى تكوين جزئي وربما إلى محيط تحت السطح في عمق 100-150 كم بالإضافة إلى لب صخري.
احتمالية وجود محيط في داخل كاليستو يترك الاحتمال أمام إمكانية احتضانه للحياة. إلا أن الظروف أقل في الأفضلية عن القمر الآخر القريب منه أوروبا. العديد من المسابير الفضائية قامت بدراسة كاليستو مثل بيونير 10 وبيونير 11 وجاليليو وكاسيني. بسبب انخفاض مستويات الإشعاع في كاليستو فإنه يُعتبر أكثر مكان مناسب لقاعدة بشرية للاستكشافات المستقبلية لنظام المشتري.

## تاريخيا

### الاكتشاف
تم اكتشاف كاليستو عن طريق جاليليو في يناير 1610 مع الأقمار الجاليلية الثلاثة الأخرى: جانيميد وأيو وأوروبا.

### التسمية
تمت تسمية كاليستو على اسم إحدى حبيبات زيوس الكثيرات في الميثولوجيا الإغريقية. كاليستو كانت نيمفا (أو طبقا لبعض المصادر ابنة لياكون) والتي كانت ملاتبطة بإلهة الصيد أرتيمس. تم اقتراح الاسم بواسطة سيمون ماريوس بعد اكتشاف القمر بقليل. نقل ماريوس الاقتراح إلى يوهانز كيبلر. إلا أن أسماء الأقمار الجاليلية لم يتم اعتبارها مناسبة لفترة طويلة ولم يتم إحياؤها في الاستخدام الشائع حتى منتصف القرن العشرين. في معظم الكتابات الفلكية السابقة تتم الإشارة إلى كاليستو عن طريق تصميم الترقيم الروماني الخاص به وهو نظام قدمه جاليليو حيث سُمي القمر Jupiter IV أو "رابع أقمار المشتري. في التسمية العلمية نجد أن اسم القمر هو كاليستان  أو كاليستيان.

## المدار والدوران

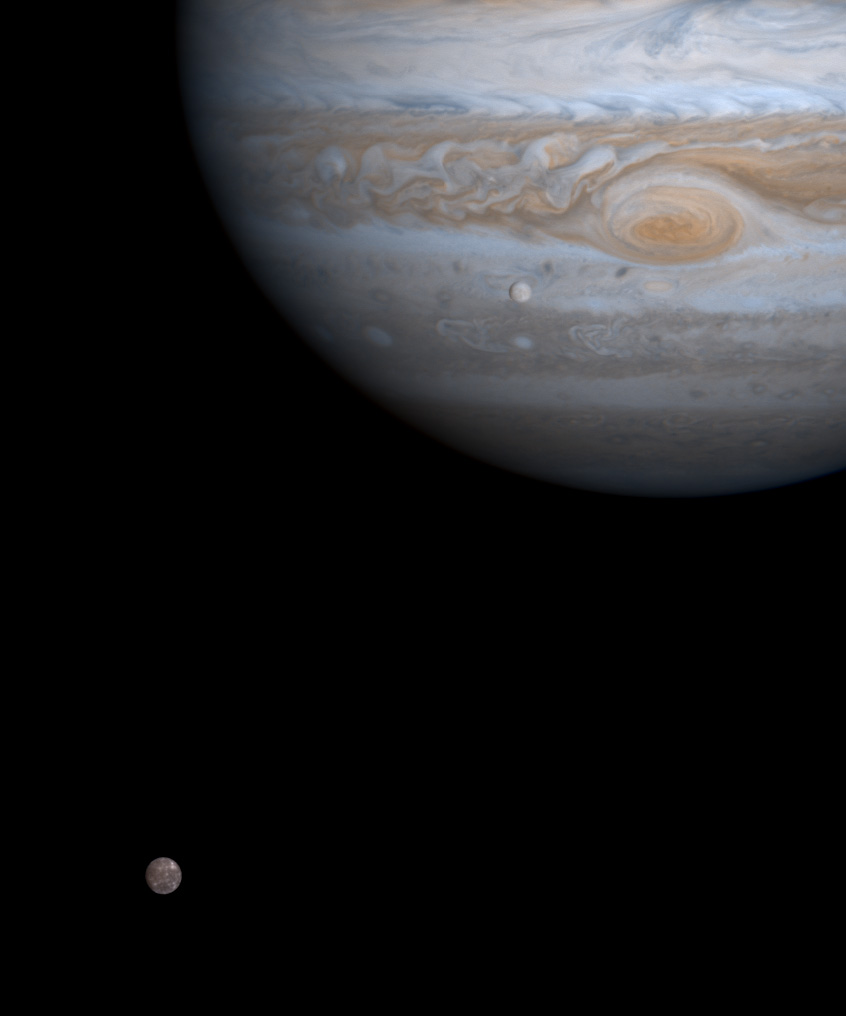
كاليستو أسفل الصورة وإلى اليسار والمشتري في الأعلى وأوروبا قرب البقعة الحمراء الكبيرة للمشتري

كاليستو هو القمر الخارجي من الأقمار الجاليلية الأربعة للمشتري. يدور القمر على بعد 1880000 كم أي 26.3 ضعف قطر المشتري نفسه والذي يبلغ 71492 كم. هذا البعد أكبر بكثير من القمر التالي في القرب جانيميد والذي يبلغ 1070000 كم. وكنتيجة لهذا المدار البعيد نسبيا فإن كاليستو لا يشارك في الرنين المداري وربما لم يشارك أبدا.
ومثل باقي الأقمار الطبيعية فإن دوران كاليستو في تقييد مدي مع مداره. طول يوم كاليستو وبالتالي الفترة المدارية تساوي 16.7 يوما أرضيا. مدار القمر منحرف قليلا عن المحور الجوفيني حيث يتغير انحرافه وميله دوريا بسبب قوى جاذبية الشمس والكواكب في فترات زمنية تقدر بالقرون. هذه الاختلافات المدارية تسبب اختلاف الميل المحوري (الزاوية بين محاور الدوران والمدار) بين 0.4 و1.6 درجة.
العزلة الديناميكية لكاليستو تعني أنه لم يكن في تقييد مدي أبدا، وينتج عن ذلك نتائج هامة بخصوص تركيبه الداخلي وتطوره. بعده الكبير عن المشتري يعني أيضا أن الأجسام المشحونة من غلاف المشتري المغناطيسي عند سطحه تكون ضعيفة نسبيا (أضعف تقريبا 300 مرة عن أوروبا على سبيل المثال). ومن هنا وعلى عكس باقي الأقمار الجاليلية فإن إشعاع الأجسام المشحونة ليس له تأثير يذكر على سطح كاليستو. مستوى الإشعاع عند سطح كاليستو يساوي جرعة 0.01 ريم في اليوم والذي يساوي تقريبا 10 أضعاف مستوى الإشعاع في كوكب الأرض.

## الخصائص الفيزيائية

### التكوين

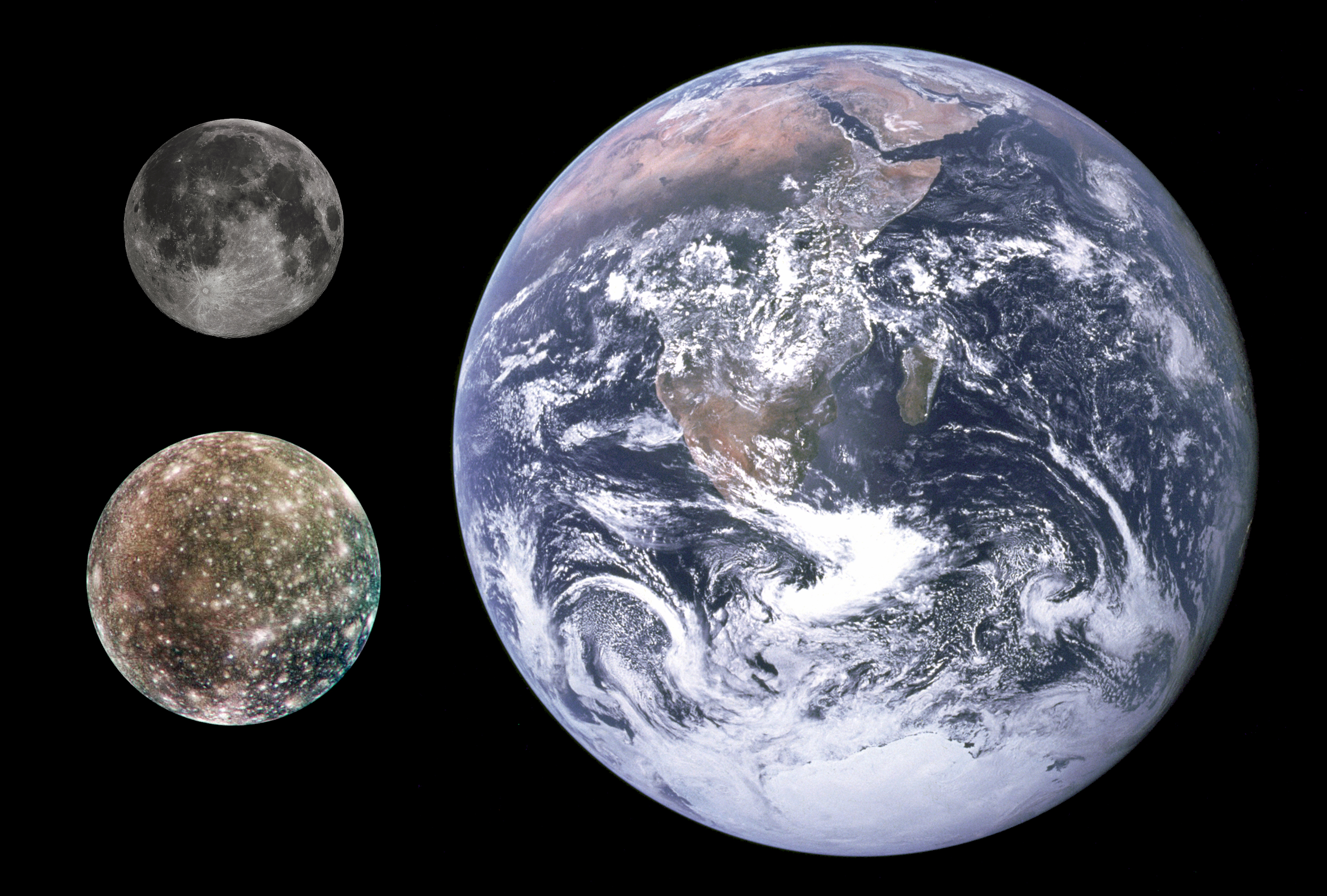
مقارنة بين أحجام كل من كاليستو والأرض وقمر الأرض

متوسط كثافة كاليستو هي 1.83 جم/سم مكعب  مما يقترح تركيبا مكونا من أجزاء متساوية تقريبا من الصخور وجليد الماء مع بعض المواد المتطايرة المتجمدة مثل الأمونيا. التركيب الدقيق لصخور كاليستو ليس معروفا إلا أنه من المحتمل كونها تحتوي على نسبة أقل من الحديد والمزيد من أكسيد الحديد. نسبة الوزن بين الحديد إلى السليكون في كاليستو هو 0.9-1.3 في حين أن النسبة الشمسية تساوي 1.8.
يمتلك سطح كاليستو وضاءة تقريبا 20%. كما يعتقد أن تركيب سطح القمر مشابه بدرجة كبيرة لتركيبه الكلي. التحليل الطيفي بالأشعة تحت الحمراء أظهرت وجود جليد الماء في صورة أحزمة عند الأطوال الموجية 1.04 و1.25 و1.5 و2 و3 ميكروميتر. أظهر التحليل عالي الجودة بالأشعة تحت الحمراء وفوق البنفسجية من سفينة الفضاء جاليليو ومن على سطح الأرض أن سطح كاليستو يحتوي على بعض العناصر غير الجليدية مثل الماغنيسيوم وثاني أكسيد الكربون وثاني أكسيد الكبريت والأمونيا والعديد من المركبات العضوية.
سطح كاليستو ليس متساويا: فنصف القمر الأول أغمق من النصف الثاني. هذا مختلف عن باقي الأقمار الجاليلية الأخرى حيث نجد أن العكس هو الصحيح. النصف الثاني لكاليستو يحتوي على كمية كبيرة من ثاني أكسيد الكربون بينما يحتوي النصف الأول على كمية أكبر من ثاني أكسيد الكبريت. كما أظهرت العديد من الفوهات الصدمية الحديثة أن السطح غني بثاني أكسيد الكربون. بوجه عام فإن التكوين الكيميائي للسطح وخاصة الأماكن السوداء هو من المواد الكربونية.

### التركيب الداخلي

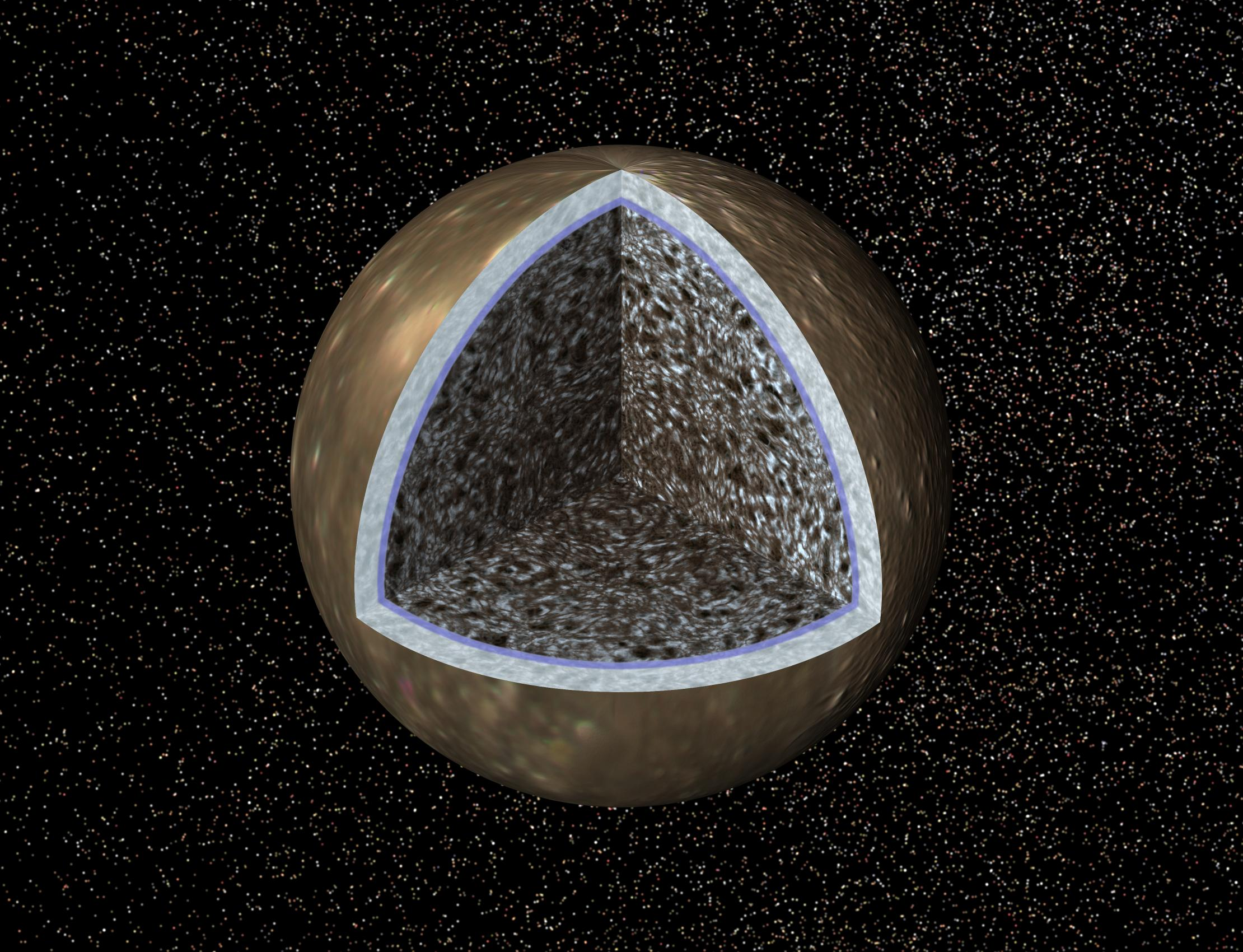
صورة توضح تركيب كاليستو الداخلي وتظهر سطح جليدي وطبقة محتملة من الماء السائل ولب من الصخور والجليد

يقع سطح كاليستو المعرض للصدمات على طبقة ليثوسفير جليدية باردة وصلبة والتي تبلغ سماكتها بين 80 و 150 كم.
 كما أنه من المحتمل وجود محيط مالح على عمق 150 إلى 200 كم والذي يقع عميقا تحت طبقة القشرة والذي يتوقعه العلماء عن طريق دراسة المجال المغناطيسي حول المشتري وأقماره. تم اكتشاف أن كاليستو يستجيب للمجال المغناطيسي للمشتري كما لو كان كرة موصلة بصورة مثالية حيث أن المجال مغناطيسي غير قادر على الاختراق داخل كاليستو مما يقترح وجود طبقة من سائل عالي التوصيل بسمك على الأقل 10 كم. وجود المحيط سيكون أكثر احتمالية في حالة احتواء الماء على كميات صغيرة من الأمونيا أو مادة أخرى ضد التجمد بنسبة 5% من الوزن. في هذه الحالة فإن طبقة المياه والجليد ستكون بسمك 250 إلى 300 كم. وفي حالة عدم وجود المحيط فإن طبقة الليثوسفير الجليدية ستكون أكثر سمكا حيث ستصل إلى 300 كم.
تحت طبقة الليثوسفير والمحيط المحتمل يظهر سطح كاليستو غير متجانس تماما أو مختلف تماما. حيث تقترح البيانات من سفينة الفضاء جاليليو أن داخل القمر يتكون من الصخور والجليد وأن كمية الصخور تزداد مع زيادة العمق. حيث أن كثافة كاليستو مرتبطة بوجود لب من السليكات في قلب كاليستو. نصف قطر هذا اللب لا يمكن أن يتجاوز 600 كم وكثافته قد تكون بين 3.1 و3.6 جم/سم مكعب.

### تركيب السطح

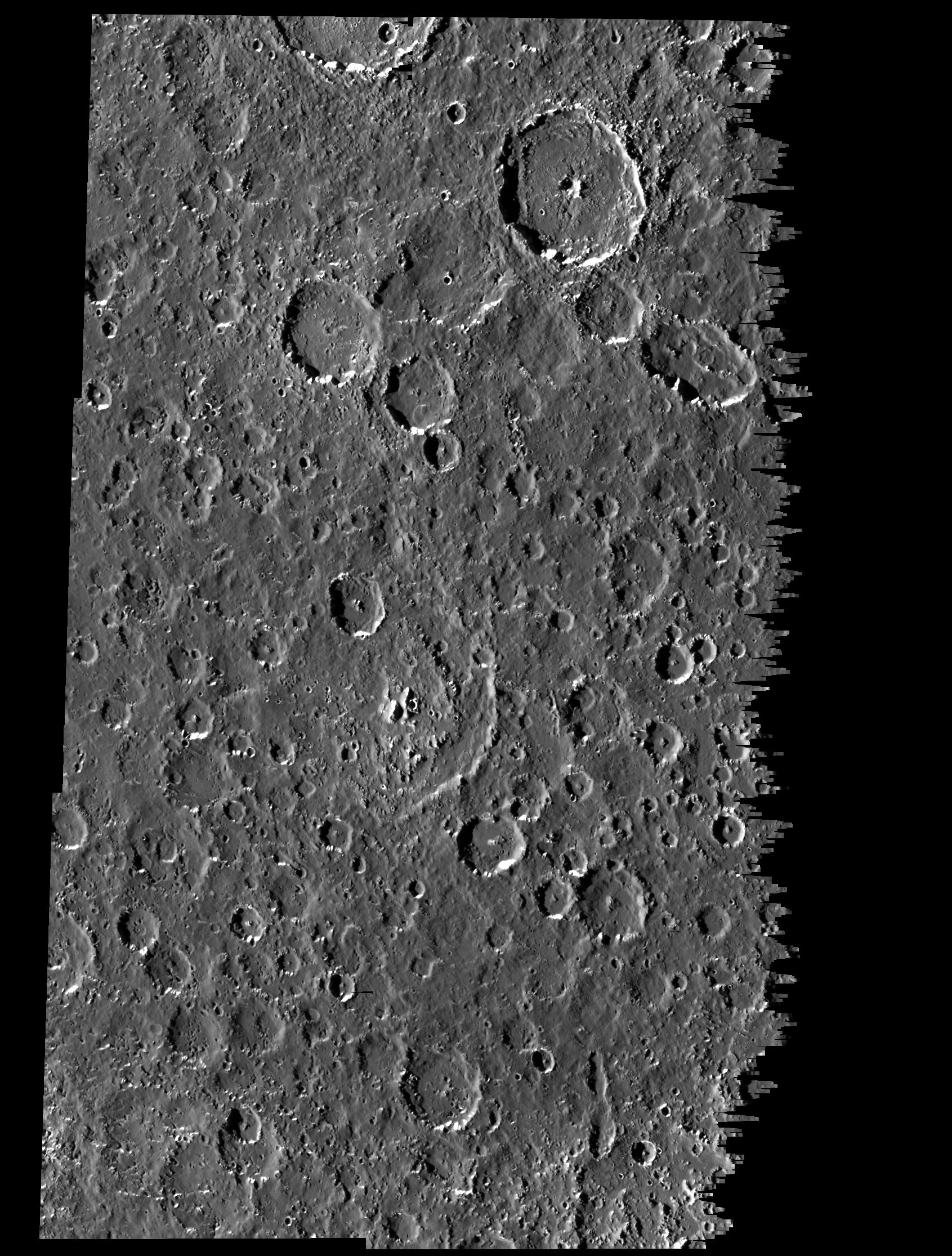
صورة لسطح كاليستو بواسطة جاليليو

سطح كاليستو هو الأكثر كثافة في الفوهات في المجموعة الشمسية. في الواقع فإن كثافة الفوهات تقترب من التشبع بحيث أن الفوهات الجديدة تمحي الفوهات القديمة. جيولوجيا السطح بسيطة نسبيا حيث لا يوجد على سطج كاليستو جبال ضخمة أو براكين أو أي صفات تكتونية داخلية. الفوهات الصدمية والشقوق والترسبات هي الصفات الكبيرة الوحيدة الموجودة على سطح القمر.
يمكن تقسيم سطح كاليستو إلى عدة أجزاء: الفوهات المنبسطة والسهول الخفيفة والسهول الفاتجة والغامقة. هذه السهول تشكل معظم مساحة سطح القمر وتمثل طبقة الليثوسفير القديمة وهي مزيج من الصخور والجليد.
أقطار الفوهات الصدمية تتراوح بين 0.1 كم إلى 100 كم. الفوهات الصغيرة بأقطار 5 كم تكون منبسطة السطح أو على شكل وعاء بسيط. بينما الفوهات الكبيرة بأقطار بين 25 و100 كم تحتوي على حفرة وسطية بدلا من الارتفاعات مثل فوهة تيندر. الفوهات أكبر بأقطار 60 كم قد تحتوي على قبة في المنتصف والتي يعتقد أنها تتكون نتيجة للارتفاع التكتوني بسبب الاصطدام.
الفوهات الصدمية الأكبر على سطح كاليستو تكون في صورة حلقات متعددة. اثنان هما الأضخم. فالهالا هي الأكبر حيث تتكون من منطقة مركزية فاتحة بقطر 600 كم وحلقات متعددة حولها تمتد إلى 1800 كم من المركز. ثاني أكبر فوهة هي أسجارد والتي يصل قطرها إلى 1600 كم. هذه الحلقات حول الفوهة الصدمية تتكون بسبب التحطم في طبقة الليثوسفير بعد الاصطدام بسبب وقوعها فوق طبقة هشة أو سائلة والتي يحتمل أن يكون محيطا.

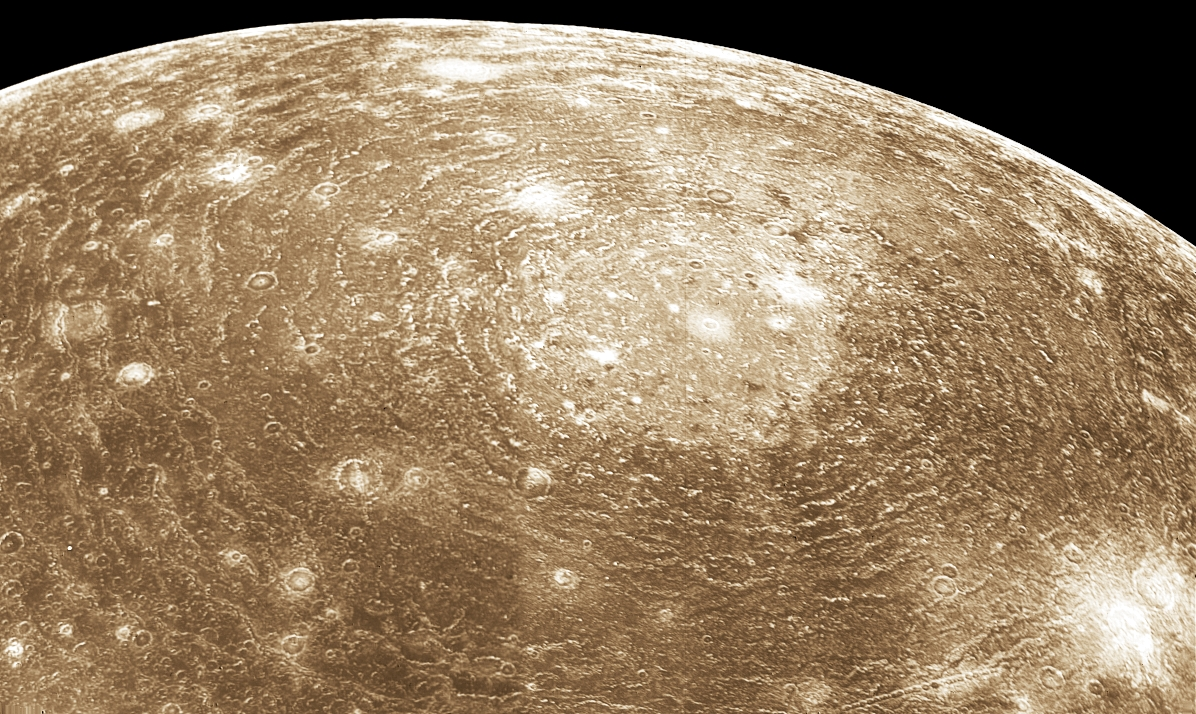
صورة من فوياجر 1 لفالهالا وهي فوهة صدمية حلقية بقطر يبلغ 3800 كم

كما ذكرنا من قبل فإن حفرا صغيرة من جليد الماء الصافي بوضاءة تصل إلى 80% تكون محاطة بمواد أغمق كثيرا. أظهرت الصور عالية الجودة من جاليليو أن هذه الحفر غالبا ما تكون موزعة على السطوح المرتفعة. كما يعتقد أنها تتكون من طبقات رقيقة من ترسبات جليد الماء. المواد الغامقة غالبا ما تتواجد في المناطق المنخفضة وغالبا ما تكون بقعا تصل إلى 5 كم في أرضية الفوهة أو داخل منخفضات الفوهة الصدمية.
يمكن تحديد العمر التقريبي لمكونات سطح كاليستو عن طريق كثافة الفوهات الصدمية عليها. حيث أنه كلما زاد عمر السطح كلما زادت كثافة الفوهات. إلا أن تحديد العمر الدقيق لم يتم بعد ولكن بناء على الاعتبارات النظرية فإن السطح يرجع إلى 4.5 بليون سنة تقريبا.
الفوهات الصدمية الأكبر على سطح كاليستو تكون في صورة حلقات متعددة. اثنان هما الأضخم. فالهالا هي الأكبر حيث تتكون من منطقة مركزية فاتحة بقطر 600 كم وحلقات متعددة حولها تمتد إلى 1800 كم من المركز. ثاني أكبر فوهة هي أسجارد والتي يصل قطرها إلى 1600 كم. هذه الحلقات حول الفوهة الصدمية تتكون بسبب التحطم في طبقة الليثوسفير بعد الاصطدام بسبب وقوعها فوق طبقة هشة أو سائلة والتي يحتمل أن يكون محيطا.
كما ذكرنا من قبل فإن حفرا صغيرة من جليد الماء الصافي بوضاءة تصل إلى 80% تكون محاطة بمواد أغمق كثيرا. أظهرت الصور عالية الجودة من جاليليو أن هذه الحفر غالبا ما تكون موزعة على السطوح المرتفعة. كما يعتقد أنها تتكون من طبقات رقيقة من ترسبات جليد الماء. المواد الغامقة غالبا ما تتواجد في المناطق المنخفضة وغالبا ما تكون بقعا تصل إلى 5 كم في أرضية الفوهة أو داخل منخفضات الفوهة الصدمية.
يمكن تحديد العمر التقريبي لمكونات سطح كاليستو عن طريق كثافة الفوهات الصدمية عليها. حيث أنه كلما زاد عمر السطح كلما زادت كثافة الفوهات. إلا أن تحديد العمر الدقيق لم يتم بعد ولكن بناء على الاعتبارات النظرية فإن السطح يرجع إلى 4.5 بليون سنة تقريبا.

### الغلاف الجوي والأيونوسفير

المجال المغناطيسي حول كاليستو

يمتلك كاليستو غلافا رقيقا للغاية والذي تكون من ثاني أكسيد الكربون. تم رصد ذلك عن طريق سفينة الفضاء جاليليو وعن طريق التحليل الطيفي بواسطة الأشعة تحت الحمراء عن طريق الامتصاص قرب الطول الموجي 4.2 ميكرومتر. ضغط السطح يساوي تقريبا 7.5x10−12 بار وكثافة الجزيئات 4 × 108 سم مكعب. ولأن مثل هذا الغلاف الرقيق سيهرب تماما من سطح القمر بعد 4 أيام فقط فلا بد من أنها تتجدد باستمرار غالبا انبعاث ثاني أكسيد الكربون من قشرة كاليستو الجليدية.
تم رصد طبقة الأيونوسفير في كاليستو لأول مرة عن طريق جاليليو  إلا أن كثافة الإلكترونات العالية والتي تبلغ 7–17 × 104 سم مكعب لا تستطيع تفسير أيونية غلاف ثاني أكسيد الكربون ولذا فإنه يُعتقد أن غلاف كاليستو يحتوي على كمية كبيرة من الأكسجين الجزيئي (بكميات تصل إلى 10-100 ضعف كمية ثاني أكسيد الكربون). إلا أن الأكسجين لم يتم رصده مباشرة في غلاف كاليستو.
تم رصد الهيدروجين الذري في غلاف كاليستو عن طريق التحليل الحديث في عام 2001 بواسطة بيانات تلسكوب هابل. تمت إعادة النظر من جديد في الصور الطيفية الملتقطة في 15 و24 ديسمبر 2001 لتظهر إشارة ضعيفة من الضوء المتشتت والذي يدل على الهيدروجين. الضوء الساطع الناتج عن انعكاس ضوء الشمس على الهيدروجين يكون أقوى مرتين تقريبا عندما يكون في نصف القمر الأول. هذا الاختلاف ربما يرجع إلى اختلاف مصدر الهيدروجين في نصفي القمر.

## الأصل والتطور

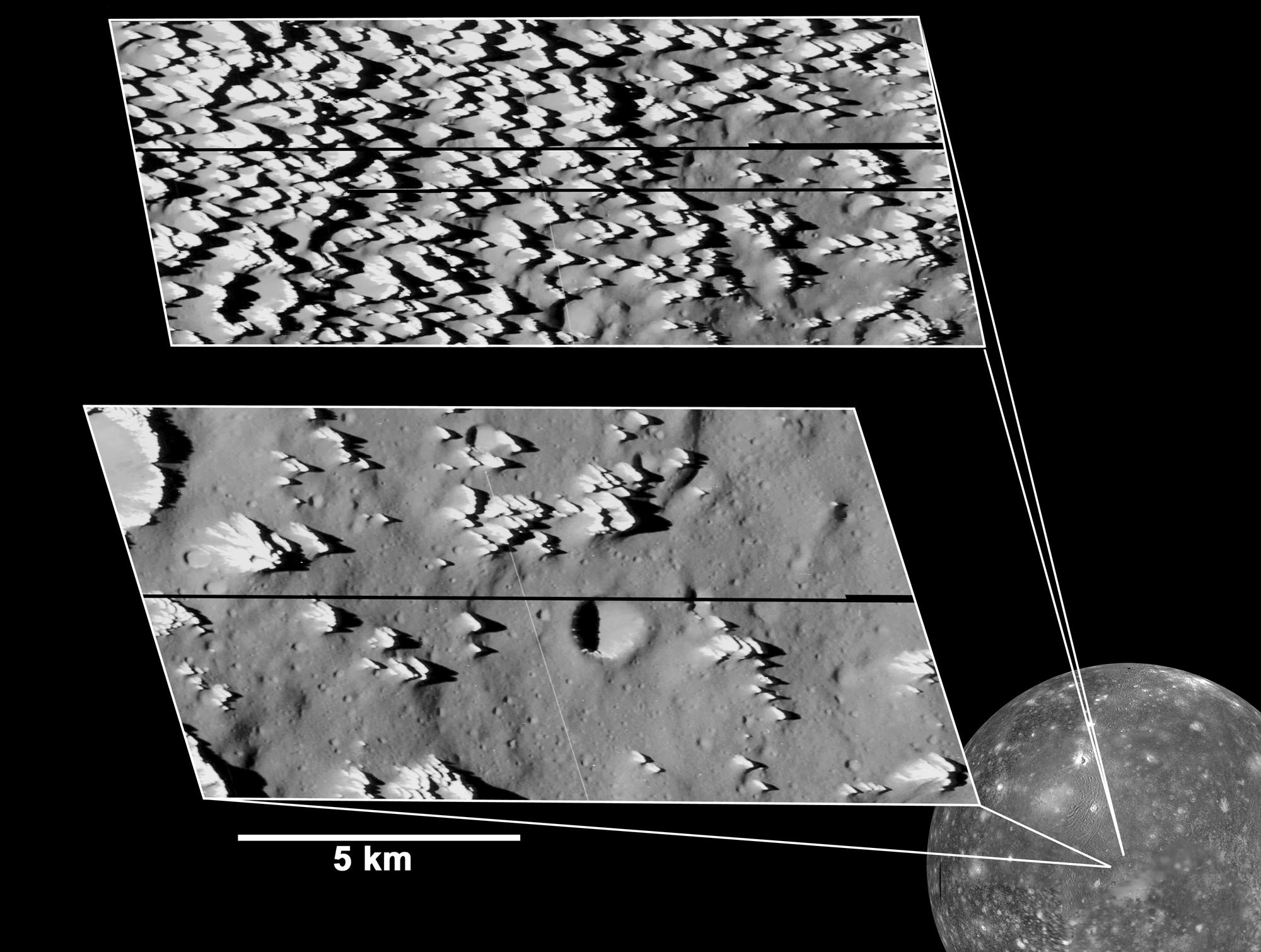
صورة لجزء من سطح كاليستو يظهر الانحناءات والتعرجات والناتج غالبا بسبب اصطدام ضخم

التباين الجزئي لكاليستو يعني أنه لم يتم تسخينه أبدا بصورة كافية لصهر الجليد ضمن مكوناته. ولذا فإن أقرب النماذج لتكوين القمر إلى الصواب هو التنامي البطئ في سحابة الغاز الجوفينية قليلة الكثافة وهي قرص من الغاز والغبار تواجد حول المشتري في وقت تكونه. مرحلة التنامي الطويلة هذه سمحت للقمر بالبرودة والتي تساوت مع الحرارة الناتجة عن الصدمات والتحلل الإشعاعي وبالتالي منعت الانصهار والتباين السريع. الوقت المقدر لتكوين كاليستو يتراوح بين 0.1 مليون و10 مليون سنة.
التطور اللاحق لكاليستو بعد التنامي تحدد عن طريق التوازن بين التسخين الإشعاعي والتبريد عن طريق التوصيل الحراري قرب السطح والحالة الصلبة أو شبه الصلبة والحمل في الداخل. التفاصيل بخصوص الحمل شبه الصلب في الجليد لا تزال غير واضحة تماما. حيث أنها تحدث عندما تقترب الحرارة من حرارة الانصهار.
الفهم الحالي لتطور كاليستو يسمح بوجود طبقة من المحيط أو المياه السائلة في داخل القمر. في كل النماذج الواقعية لكاليستو تكون الحرارة في هذه الطبقة على عمق 100 إلى 200 كم قريبة من حرارة الانصهار. وجود كميات من الأمونيا حتى وإن كانت قليلة –حوالي 1-2% وزنا- تسمح بوجود المياه في الحالة السائلة لأن الأمونيا تخفض من حرارة الانصهار.
على الرغم من أن كاليستو مشابه جدا في خواصه لجانيميد إلا أنه يمتلك تاريخيا جيولوجيا أبسط كثيرا. حيث يبدو أن السطح تكون بشكل أساسي من الصدمات والقوى الخارجية الأخرى. وعلى عكس جانيميد المجاور فإن كاليستو لا يحتوي على نشاط تكتوني واضح. الاختلاف الواضح في التسخين الداخلي والتباين المترتب والنشاط الجيولوجي بين كاليستو وجانيميد ترجع إلى الاختلافات في ظروف التكوين والتسخين المدي الهائل في جانيميد بالإضافة إلى الصدمات المتعددة والأكبر التي عانى منها جانيميد في فترة القصف الشديد المتأخر. التاريخ الجيولوجي البسيط نسبيا لكاليستو يجعل العلماء يقارنون بينه وبين الجسيمات الأكثر نشاطا والعوالم الأكثر تعقدا.

## إمكانية احتضان الحياة
من المقترح إمكانية وجود حياة في محيط كاليستو تحت السطح. مثل أوروبا وجانيميد وكذلك أقمار زحل إنسيلادوس وميماس وديون وتيتان فإن المحيط تحت السطح قد يتكون من المياه المالحة.
من المحتمل أن أليف الملح قد يعيش في هذا المحيط. وكما في أوروبا وجانيميد فإن فكرة الظروف المناسبة للحياة بل حتى إمكانية الحياة الميكروسكوبية خارج كوكب الأرض في المحيط المالح تحت سطح كاليستو موجودة. إلا أن الظروف البيئية المناسبة لظهور الحياة تبدو أقل احتمالية في كاليستو عن أوروبا. الأسباب الرئيسية هي انعدام الاتصال مع المواد الصخرية وانخفاض الحرارة من داخل القمر.
بناء على كل المعلومات السابقة فإنه من بين كل المشتري يمتلك أوروبا الفرصة الأعلى لاحتضان الحياة الميكروسكوبية.

## الاستكشاف
ساهم كل من بيونير 10 وبيونير 11 في أوائل السبعينات بمعلومات جديدة قليلة عن كاليستو مقارنة بما كان معروفا بالفعل من الاستكشافات الأرضية. الإنجاز الحقيقي كان مع فوياجر 1 وفوياجر 2 في عام 1979. صور المسباران تقريبا نصف سطح القمر كاملا بجودة تصل إلى 1-2 كم كما قاما بقياس درجة حرارته وكتلته وشكله. الدورة الثانية من الاستكشافات استمرت من 1994 إلى 2003 عندما اقتربت سفينة الفضاء جاليليو ثمان مرات من كاليستو حيث اقتربت في آخر مرة من سطح كاليستو على بعد 138 كم من سطحه. أرسل المسبار صورا عالية الجودة بدقة تصل إلى 15 متر. في سنة 2000 مركبة الفضاء كاسيني وفي رحلتها إلى كوكب زحل تحصلت على صور طيفية عالية الجودة بالأشعة تحت الحمراء لكل أقمار المشتري الجاليلية بما في ذلك كاليستو. في فبراير-مارس 2007 مسبار نيو هورايزونز وفي طريقه إلى بلوتو التقط صورا جديدة وصورا طيفية لكاليستو.

## الاستعمار المحتمل

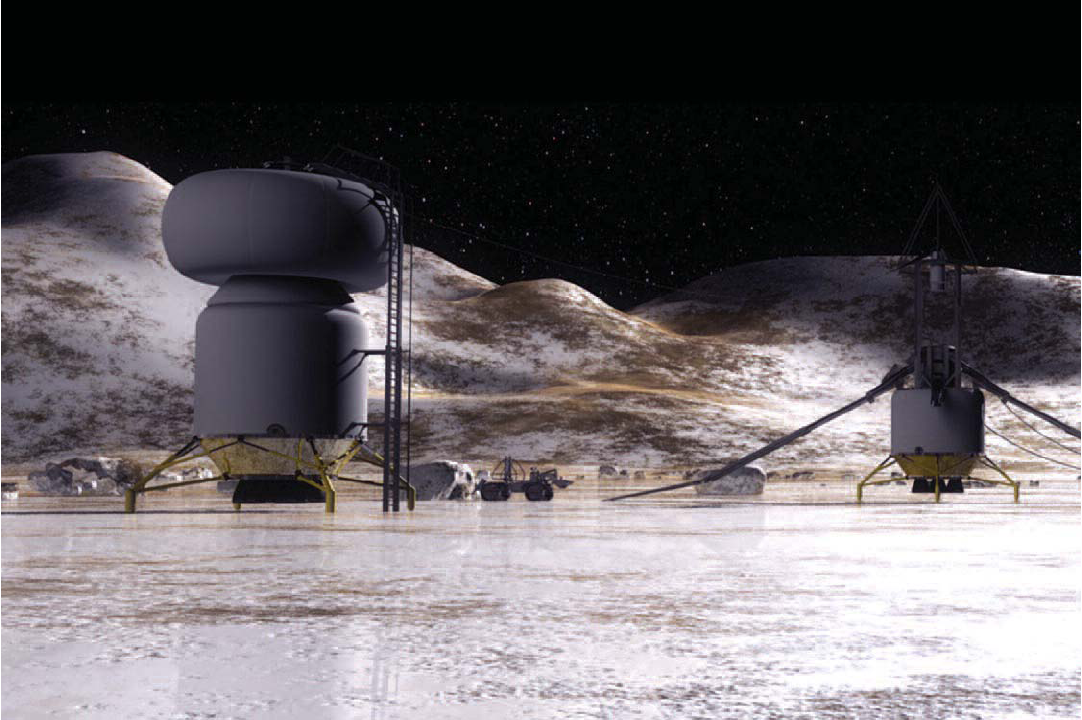
صورة تخيلية لقاعدة على سطح كاليستو

في عام 2003 أطلقت ناسا برنامجا يسمى استكشاف الكواكب الخارجية البشري ليكون معنيا بدراسة البشر المستقبلية للمجموعة الشمسية الخارجية. الهدف المقصود بأكثر التفاصيل هو كاليستو.
تضمنت الدراسة قاعدة محتملة على سطح كاليستو والتي ستنطلق منها الصواريخ لاستكشاف أكثر للمجموعة الشمسية. مزايا وجود القاعدة على كاليستو تشمل انخفاض الإشعاع (بسبب البعد عن المشتري) والثبات الجيولوجي. هذه القاعدة قد تسهل المزيد من استكشاف لأوروبا أو قد تكون موقعا مناسبا لاستكشاف نظام المشتري وما بعده من المجموعة الشمسية الخارجية واستخدام مساعدة الجاذبية من المشتري بعد مغادرة كاليستو.
في ديسمبر 2003 أصدرت ناسا تقريرا بوجود مهمة بشرية إلى كاليستو في حدود عام 2040.

## روابط خارجية
- بروفايل كاليستو في نظام ناسا لكشف الأجسام الشمسية
- صفحة كاليستو في الكواكب التسعة
- صفحة كاليستو في أشكال النظام الشمسي
- قاعدة بيانات فوهات كاليستو من معهد الكواكب والأقمار
- صور لكاليستو في مجلة الكواكب
- فيلم يصور دوران كاليستو من مؤسسة المحيطات والغلاف الجوي
- خريطة كاليستو بأسماء التضاريس من مجلة الكواكب